# Faison (Carolina del Norte)
Faison es un pueblo ubicado en el condado de Duplin en el estado estadounidense de Carolina del Norte. La localidad en el año 2000, tenía una población de 744 habitantes en una superficie de 2.2 km², con una densidad poblacional de 342.9 personas por km².

## Historia
Faison se llamó originalmente "Faison's Depot", y bajo este último nombre se fundó alrededor de 1833. El nombre de la ciudad se debe a Henry Faison, el propietario original del terreno. En Faison funciona una oficina de correos desde 1838.
El cementerio de Faison, el distrito histórico de Faison, la casa Buckner Hill y la casa John Wesley Mallard figuran en el Registro Nacional de Lugares Históricos.

## Geografía
Faison se encuentra ubicado en las coordenadas 35°6′57″N 78°8′25″O / 35.11583, -78.14028. Según la Oficina del Censo, la localidad tiene un área total de 2,2 km² (0,8 mi²), de la cual 2,2 km² (0,8 mi²) es tierra y 0 km² (0 mi²) (0.0%) es agua.

### Localidades adyacentes
El siguiente diagrama muestra a las localidades en un radio de 16 kilómetros (9,9 mi) de Faison.

## Demografía
En el 2000 la renta per cápita promedia del hogar era de $22.788, y el ingreso promedio para una familia era de $30.724. El ingreso per cápita para la localidad era de $12.558. En 2000 los hombres tenían un ingreso per cápita de $25.536 contra $20.667 para las mujeres. Alrededor del 27.50% de la población estaba bajo el umbral de pobreza nacional.